# Nils Ericson (skådespelare)
Nils "Nisse" Lennart Ericson, född 14 mars 1906 i Torsåkers församling i Gävleborgs län, död 6 april 1980 i Oscars församling i Stockholm, var en svensk skådespelare och operettsångare.

## Biografi
Ericson studerade drama för Pauline Brunius och Gösta Ekman. Han scendebuterade 1929 som Ippolith i Sista valsen på Vasateatern i Stockholm. Därefter var han engagerad vid Folkets hus teater (1929–1930), Södra Teatern (1931–1932), Hipp i Malmö (1932–1934), Svensk Filmindustri (1934–1936) och Stora Teatern, Göteborg (1937–1941). Åren 1947–1957 spelade han ett flertal roller på Oscarsteatern och därefter mestadels på Stockholms Stadsteater. Hans sista teateroll var i Kaktusblomman på Vasateatern 1973.  
Ericson medverkade även i ett trettiotal filmer, ofta i komiska roller.
Han gifte sig 1936 med Harriet Dahl. Ericson är begravd på Norra begravningsplatsen utanför Stockholm.

## Filmografi
- 1928 – Gustaf Wasa del I
- 1930 – Kronans kavaljerer
- 1930 – För hennes skull
- 1931 – Kärlek måste vi ha
- 1935 – Swedenhielms
- 1935 – Under falsk flagg
- 1936 – Han, hon och pengarna
- 1936 – Samvetsömma Adolf
- 1936 – Släkten är värst
- 1937 – Odygdens belöning
- 1937 – Pensionat Paradiset
- 1937 – Pappas pojke
- 1938 – Bara en trumpetare
- 1938 – Vi som går scenvägen
- 1938 – Sol över Sverige
- 1942 – Olycksfågeln nr 13
- 1943 – Professor Poppes prilliga prillerier
- 1943 – Anna Lans
- 1944 – Nyordning på Sjögårda
- 1946 – Eviga länkar
- 1946 – Djurgårdskvällar
- 1948 – Solkatten
- 1948 – Lappblod
- 1948 – Livet på Forsbyholm
- 1950 – Min syster och jag
- 1951 – Livat på luckan
- 1952 – Snurren direkt
- 1952 – Kronans glada gossar
- 1952 – Adolf i toppform
- 1966 – Trettio pinnar muck
- 1967 – Den vassa eggen (kortfilm)
- 1971 – 47:an Löken
- 1971 – Lavforsen – by i Norrland
- 1972 – 47:an Löken blåser på

## Teater

### Roller (ej komplett)
| År   | Roll                                                      | Produktion                                                                    | Regi             | Teater                  |
| ---- | --------------------------------------------------------- | ----------------------------------------------------------------------------- | ---------------- | ----------------------- |
| 1925 | Fred                                                      | Orloff Ernst Marischka och Bruno Granichstaedten                              | Nils Johannisson | Oscarsteatern           |
| 1926 | En mulatt                                                 | Hjärtekrossaren Hermann Haller och Eduard Künneke                             | Oskar Textorius  | Oscarsteatern           |
| 1929 | Jimmy                                                     | Hjärter dam Lewis E. Gensler, Laurence Schwab och B. G. de Sylva              | Nils Johannisson | Vasateatern             |
| 1929 |                                                           | Cirkusprinsessan Emmerich Kálmán, Julius Brammer och Alfred Grünwald          | Oskar Textorius  | Vasateatern             |
| 1931 |                                                           | Trötte Teodor Max Neal och Max Ferner                                         |                  | Folkteatern             |
| 1932 | Medverkande                                               | Här va' de'!, revy Gösta Stevens och Kar de Mumma                             | Björn Hodell     | Södra Teatern           |
| 1935 | Rudi                                                      | Maya Imre Harmath, Rudolf Schanzer, Ernst Welisch och Szabolcs Fényes         | Nils Johannisson | Oscarsteatern           |
| 1936 | Benjamin Kidd                                             | Ökensången Sigmund Romberg och Oscar Hammerstein                              | Karl Kinch       | Oscarsteatern           |
| 1937 | Bobby Jones                                               | Jill Darling Marriott Edgar och Vivian Ellis                                  | Karl Kinch       | Oscarsteatern           |
| 1942 |                                                           | Blåjackor Lajos Lajtai, André Barde och Lauri Wylie                           | Leif Amble-Naess | Stora Teatern           |
| 1942 |                                                           | Mazurka Joseph Beer, Fritz Löhner-Beda, Alfred Grünwald                       | Karl Kinch       | Skansens friluftsteater |
| 1944 | Frank Schultz                                             | Teaterbåten Jerome Kern och Oscar Hammerstein                                 | Nils Johannisson | Stora Teatern           |
| 1949 | Charlie Davenport                                         | Annie get your gun Irving Berlin, Dorothy Fields och Herbert Fields           | Sven Aage Larsen | Oscarsteatern           |
| 1950 | Hemska Herman                                             | Rose Marie Rudolf Friml, Herbert Stothart, Otto Harbach och Oscar Hammerstein | Sven Aage Larsen | Oscarsteatern           |
| 1951 | Gangstern                                                 | Kiss Me, Kate Cole Porter, Samuel Spewack och Bella Spewack                   | Sven Aage Larsen | Oscarsteatern           |
| 1952 |                                                           | Trettondagsafton William Shakespeare                                          | Sandro Malmquist | Skansens friluftsteater |
| 1953 | Nathan Detroit                                            | Änglar på Broadway Frank Loesser, Joe Swerling och Abe Burrows                | Sven Aage Larsen | Oscarsteatern           |
| 1953 | Charlie Davenport                                         | Annie get your gun Irving Berlin, Dorothy Fields och Herbert Fields           | Sven Aage Larsen | Oscarsteatern           |
| 1954 | Leopold-Maria                                             | Csardasfurstinnan Emmerich Kálmán, Leo Stein och Béla Jenbach                 | Egon Larsson     | Oscarsteatern           |
| 1954 | Njegus                                                    | Glada änkan Franz Lehár, Victor Léon och Leo Stein                            | Lars Egge        | Oscarsteatern           |
| 1955 | Foulard, teaterdirektör i Pont d'Arcy Stallkorpral Loriot | Lilla helgonet Hervé, Henri Meilhac och Albert Millaud                        | Ivo Cramér       | Oscarsteatern           |
| 1956 |                                                           | Can-Can Cole Porter och Abe Burrows                                           | Ivo Cramér       | Oscarsteatern           |
| 1957 | Pelikan                                                   | Cirkusprinsessan Emmerich Kálmán, Julius Brammer och Alfred Grünwald          | Egon Larsson     | Oscarsteatern           |
| 1957 | Billy Early                                               | No, No, Nanette Vincent Youmans, Otto Harbach, Frank Mandel och Irving Caesar | Egon Larsson     | Oscarsteatern           |
| 1959 |                                                           | En midsommarnattsdröm William Shakespeare                                     | Sandro Malmquist | Skansens friluftsteater |
| 1961 |                                                           | Fridas visor Birger Sjöberg                                                   | Per Sjöstrand    | Skansens friluftsteater |
| 1963 | Polischefen                                               | Lysistrate Aristofanes                                                        | Sandro Malmquist | Riksteatern             |
| 1966 | Norbert                                                   | Kaktusblomman Pierre Barillet och Jean-Pierre Grédy                           | Per Gerhard      | Vasateatern             |
| 1969 | Luft-Kalle                                                | Den förgyllda lergöken Emil Norlander                                         | Lars Edström     | Stockholms stadsteater  |
| 1969 | Lazar Wolf, slaktare                                      | Spelman på taket Sheldon Harnick, Joseph Stein och Jerry Bock                 | Henny Mürer      | Stockholms stadsteater  |
| 1973 | Norbert                                                   | Kaktusblomman Pierre Barillet och Jean-Pierre Grédy                           | Per Gerhard      | Vasateatern             |